# Грайвороновская улица
Гра́йвороновская у́лица — улица, расположенная в Юго-Восточном административном округе города Москвы на территории района Текстильщики.

## История
Улица названа по бывшему подмосковному селу Грайвороново. Это название известно (в форме Гравороново) с середины XVII века. Вероятно, происходит от антропонима (ср. дьяк Грайворонов Данило — 1572 год). В 1938—1955 гг. — Главная улица, так как была главной улицей в селе Грайвороново.

## Расположение
Грайвороновская улица служит продолжением Люблинской улицы. Идёт на северо-восток, с севера-запада в её средней части примыкает 1-й Грайвороновский проезд. Меняет направление на восточное, с севера к ней примыкает 2-й Грайвороновский проезд. Улица заканчивается, переходя в Волжский бульвар. Нумерация домов ведётся от Люблинской улицы.
Трасса улицы была в 2023 году разделена на две части Московским скоростным диаметром (Юго-Восточной хордой.

## Примечательные здания и сооружения

### по нечётной стороне
- Дом 19 — супермаркет «Пятёрочка», «Росгосстрах».

### по чётной стороне
- Дом 8, корпус 3 — детский сад № 1490.
- Дом 10, корпус 3 — детский сад № 1941.
- Дом 12, корпус 1 — городской центр жилищных субсидий г. Москвы, Столичные аптеки, магазин продуктов «Семь дней».
- Дом 14, корпус 1 — почтовое отделение № 109518 (?).
- Дом 16, корпус 1 — молочно-раздаточный пункт детской поликлиники № 135 ЮВАО.
- Дом 18, корпус 1 — городская поликлиника № 109 (филиал № 2), женская консультация.

## Транспорт

### Автобус
- 725 — проходят от Люблинской улицы до 2-й Грайвороновского проезда
- c790, 228, 861 — проходят по всей улице.

### Метро
- Станция метро «Текстильщики» Таганско-Краснопресненской линии — в 800 м на юго-восток от пересечения с Люблинской улицей.
- 27 марта 2020 года к северо-востоку от улицы открыта станция метро «Стахановская».